# Car Bomb
Car Bomb ist eine US-amerikanische experimentelle Metal-/Mathcore-Band aus New York.

## Geschichte
Die Mitglieder von Car Bomb trafen sich das erste Mal um 2000, als Greg Kubaki und Michael Dafferner, die bisher in der Metal- und Hardcore-Punk-Band Neck spielten, sich einen Proberaum in Rockville Centre auf Long Island mit Elliot Hoffman und Jon Modell der Band Spooge teilten. Mit der Zeit entwickelte sich eine große Freundschaft zwischen den Bands. Im Jahr 2002 entschloss sich Modell, der mit seinen bisherigen Werken nicht zufrieden war, mit Kubaki und Dafferner in einem Seitenprojekt Musik zu machen. Aus diesem Projekt wurde mit der Zeit eine richtige Band, Car Bomb. Bereits 2004 begann man mit ernsthaften Aufnahmen. Das Debütalbum Centralia, benannt nach der verlassenen Stadt in Pennsylvania, wurde am 6. Februar 2007 über Relapse Records veröffentlicht.
In 2009 war Car Bomb mit den Bands Gojira und The Chariot auf Tour.
Im September 2012 wurde das Album w^w^^w^w veröffentlicht, 2016 folgte Meta. Im Jahr 2019 erschien das vierte Studioalbum Mordial.

## Stil
Die polyrhythmische Musik Car Bombs wird häufig mit dem experimentellen Ansatz von Gruppierungen wie Meshuggah, The Dillinger Escape Plan, Coalesce oder The Locust verglichen.

## Diskografie

### Alben
- 2005: Centralia
- 2012: w^w^^w^w
- 2016: Meta
- 2019: Mordial

### Demos und EPs
- 2004: Demo-Sampler
- 2007: Burnt by the Sun / Car Bomb Split 7"